# アメリカズグロカモメ

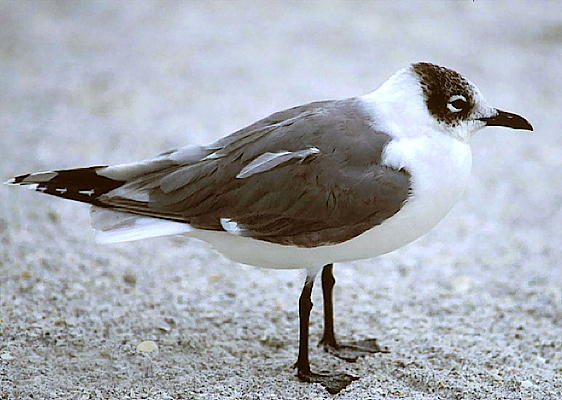
成鳥冬羽

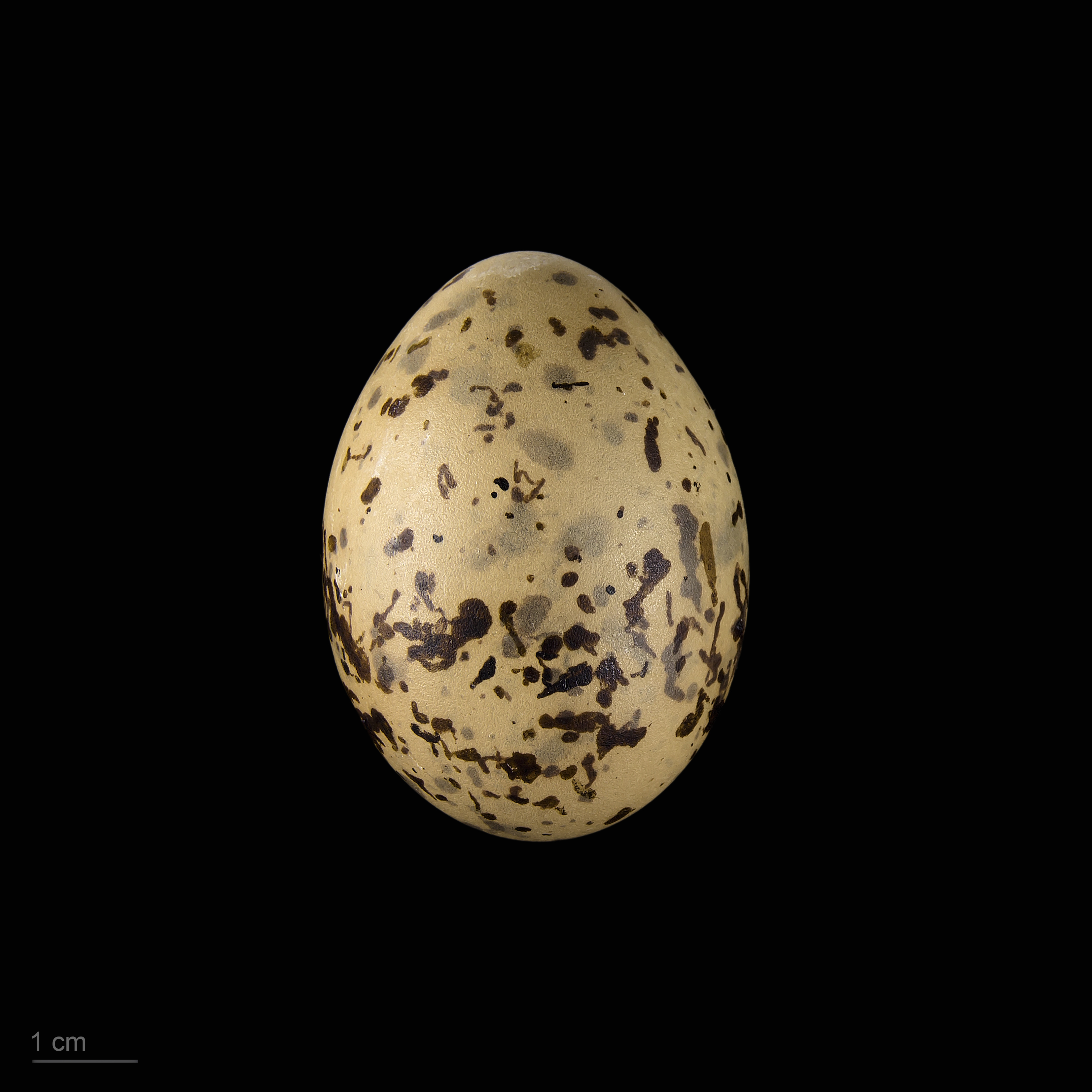
Leucophaeus pipixcan

アメリカズグロカモメ（アメリカ頭黒鷗、学名: Leucophaeus pipixcan）は、チドリ目カモメ科に分類される鳥類の一種。

## 分布
北アメリカ中部（カナダ南部からアメリカ北部）の河川や湖沼で繁殖する。冬期は北アメリカ南部および中央アメリカから南アメリカの太平洋側に渡り越冬する。
日本では迷鳥として、1984年1月に京都市賀茂川でユリカモメの群れに混ざって観察されたのが初めての記録である。その後、愛知県（矢作川河口、1988年9月）、秋田県（八郎潟、1988年11月）、 富山県（黒部川河口1991年9月）、大阪府（大阪南港野鳥園、2000年11月）のほか神奈川県 （1998年6月）、沖縄県（与那国島、2006年7月）で記録されている。

## 形態
全長約36cm(32-38cm)、翼開長約90cm(85-95cm)。体重220-335g。小形のカモメ類で、同じ小形のユリカモメより少し小さい。背や翼上面は濃青灰色で、夏羽は頭部が黒く、体の下面は白色であり、嘴は赤色。冬羽では頭部は白く、目の周囲から後頭部にかけて黒斑が散らばっている。嘴は黒色で先端部が赤色。雌雄同色である。

## 分類
本種は以前はカモメ属（Larus）に分類されていたが、2005年の分子系統研究により、従来のカモメ属が単系統群ではないことが指摘され、新たにワライカモメ属（Leucophaeus）に分類されることになった。